# Börje Määttä
Börje Määttä, född 29 oktober 1942 i Kiruna, är en svensk före detta professionell ishockeyspelare (back). Han spelade 12 säsonger för Tingsryds AIF, åren 1965 till 1977.
Han är yngre bror till Eilert "Garvis" Määttä.